# 人形佐七捕物帳 (1971年のテレビドラマ)
『人形佐七捕物帳』（にんぎょうさしちとりものちょう）は、1971年4月10日から1971年10月2日までNETテレビ（現・テレビ朝日）の土曜20時枠で放送されたテレビドラマである。全26話。主演は林与一。

## キャスト
- 人形佐七 - 林与一
- お粂 - 光本幸子
- 辰五郎 - 久野四郎
- 豆六 - 高松しげお（第1話 - 第16話）
- 梅吉 - 土屋靖雄（第17話 - 第26話）
- このしろの吉兵衛 - 中村竹弥
- 鳥越の嘉平次 - 田崎潤
- 海老床好助 - 江戸家猫八
- 神崎甚五郎 - 佐原健二
- 国分屋お染 - 長谷川峯子
- ちょろ松 - 山田喜芳
- おみね - ひし美ゆり子
- お久美 - 美山ゆみ
- お玉 - 舞まち子
- お千代 - 林由里
- おさと - 咲彌ひめ子
- お加代 - 松本ユカ
- 予告ナレーター - 納谷悟朗（ノンクレジット）

## スタッフ
- プロデューサー：片岡政義（NET）、廣岡常男
- 原作：横溝正史「人形佐七捕物帳」
- 脚本：サブタイトル参照
- 音楽：伊部晴美
- 演奏：スクリーン・ミュージック
- 撮影：内海正治（第1話～第2話、第5話、第7話～第8話、第11話～第12話、第15話～第22話、第25話～第26話）、和栗惣治（第3話～第4話、第6話、第9話～第10話）、宇野晋作（第13話～第14話）、片岡二郎（第23話～第24話）
- 照明：山口偉治（第1話～第3話、第5話、第7話～第8話、第11話～第12話）、大野晨一（第4話、第6話、第9話～第10話、第15話～第22話、第25話～第26話）、松田清孝（第13話～第14話）、上島忠宣（第23話～第24話）
- 美術：朝生治男
- 録音：熊谷宏（第1話～第3話、第5話、第7話～第8話、第11話～第12話、第15話～第16話）、沼田春雄（第4話、第6話、第9話、第10話）、宮入勝（第13話～第14話、第17話～第22話、第25話～第26話）、新楠元（第23話～第24話）
- 整音：竹内和義
- 編集：神島帰美
- 助監督：斉藤秀夫（第1話～第3話、第5話、第7話、第8話、第11話、第12話、第15話～第23話、第25話、第26話）、尾崎義幸（第4話、第6話、第9話、第10話、第13話、第14話）
- 殺陣：尾型伸之介（第1話～第16話、第23話、第24話）、北村大三（第17話～第22話、第25話～第26話）、尾形剣優会（第20話～第22話、第25話～第26話）
- 現像：東洋現像所
- プロデューサー補：中山和紀（第1話～第3話、第5話）※第5話のクレジットは「中山和記」表記
- 演技担当者：戸井公平（第15話～第26話）
- 制作担当者：小坂井郁也（第1話～第3話、第5話、第7話～第8話、第11話～第12話）、西島孝恒（第4話、第6話、第9話、第10話、第13話～第14話）、大曲暎一（第15話～第26話）
- 監督：サブタイトル参照
- 制作：東宝、NET

## 主題歌
- 「江戸ッ子佐七」（唄：美空ひばり、作詞：石本美由起、作曲：かとう哲也、編曲：佐々永治）
- 「人形佐七」（唄・作詞・作曲：村田英雄、編曲：市川昭介）

## サブタイトル
| 話数   | 放送日          | サブタイトル     | 脚本            | 監督     | ゲスト | 備考 |
| ------ | --------------- | ---------------- | --------------- | -------- | --- | ---- |
| 第1話  | 1971年 04月10日 | 江戸一番のいい男 | 松浦達郎        | 田中徳三 | 浪人：加藤寿八 浪人：橋口忠夫 浪人：林与二郎 国分屋孫右衛門：松本克平 番頭喜兵衛：奥野匡 読売屋：谷村昌彦 町奉行：木村元 結城銀三郎：成田三樹夫 お俊：村松英子 お仙：長谷川稀世 溜池の半造：長谷川一夫（特別出演） |      |
| 第2話  | 04月17日        | 謎の銀かんざし   | 大川久男        | 鈴木敏郎 | 陸奥：北林早苗 十右衛門：湊俊一 住職：野口元夫 甚兵衛：山田禅二 重兵衛：永谷悟一 同心：林与二郎 笹川米彦：石浜朗 水木歌仙：加茂良子 歌川国貞：フランキー堺（特別出演） 文吉：中村賀津雄 |      |
| 第3話  | 04月24日        | 河童の捕物       | 桜井康裕        | 高瀬昌弘 | 同心岡田：市川五百蔵 手代久助：橋本仙三 婆や：若原初子 浪人吉野：原田力 山口屋治兵衛：小栗一也 浪人山崎：中庸助 中間茂平：草野大悟 徳三郎：長谷川明男 お君：松原麻里 お糸：松木路子 花井才三郎：井上孝雄 芸者菊松：三浦布美子 |      |
| 第4話  | 05月1日         | 花嫁草紙         | 桜井康裕        | 若林幹   | 白井弁之助：高瀬敏光 お綾：八木孝子 三蔵：阿部希郎 吉助：近江谷友三 長屋の男：北上銀 やくざ：松本真雄 やくざ：三輪猛雄 女中：佐藤明美 女中：森桃江 服部十太夫：清水彰 山屋善助：郡司良 貞寿院：長谷川待子 服部武平：若林豪 |      |
| 第5話  | 05月8日         | 折れた扇子       | 安藤日出男      | 田中徳三 | 津島義為：有馬昌彦 かえで：西岡慶子 佐伯克馬：森山周一郎 江波監物：長尾敏之助 お多代：九重ひろ子 大木新八郎：仁内建之 小吉：小高まさる 与助：石山克巳 武士の首領：北村大三 中間：林与二郎 宇月一瓢：竜崎勝 お里：土田早苗 筒井和泉守：黒川弥太郎 将軍家斉：宝田明（特別出演）                                                                           |      |
| 第6話  | 05月15日        | 雷の宿           | 松山威 茶木克彰 | 若林幹   | おたね：泉洋子 芸者：津路清子 芸者：米本善子 芸者：白石幸子 米三郎：服部哲治 お妻：蔵悦子 お仙：堀越節子 宇兵衛：石島房太郎 宗七：佐々木功 お夏：磯野洋子 |      |
| 第7話  | 05月22日        | 離魂病           | 小川英          | 高瀬昌弘 | 瓦版売り：三角八郎 お杉：津田亜矢子 利吉：田川恒夫 お由：桐生かおる おかみ：森今日子 金蔵：山下恂一郎 お絹：藤田佳子 |      |
| 第8話  | 05月29日        | 飾り羽子板三人娘 | 須崎勝弥        | 高瀬昌弘 | 九兵衛：河村憲一郎 辰源のお市：松風はる美 久月万右衛門：大泉滉 ひさご屋作兵衛：木田三千雄 紅屋のお園：三田登喜子 番頭清兵衛：灰地順 黒木：荒木保夫 大川：木村博人 絵師：片山滉 ひさご屋の客：辻しげる ひさご屋の客：花村えいじ 羽子板屋の客：石橋健 漁師：林与二郎 お蓮：工藤明子 お蝶：山田はるみ お組：吉岡ゆり 夜叉丸：今井健二 山の井数馬：加東大介 |      |
| 第9話  | 06月5日         | 怪談・花扇人形   | 広沢栄          | 鈴木敏郎 | 松浦屋彦一郎：塚本哲 お糸：遠藤久美子 柳下亭種員：梅津栄 切り髪の老婆：宮内順子 木戸番弥助：青沼三朗 草双紙屋：土屋靖男 荒れ屋敷の少年：高野浩幸 口上役：玉木曽太郎 松浦屋清兵衛：村上冬樹 伊豆屋重右衛門：天草四郎 春風霞：二本柳敏恵 松浦屋佐兵衛：穂積隆信                                                                                           |      |
| 第10話 | 06月12日        | 怪談・変幻地獄   | 広沢栄          | 鈴木敏郎 | 彦兵衛：柳谷寛 おゆき：西山恵子 おせん：岩崎智江 千田源八郎：小倉雄三 大番屋の書役：北川陽一郎 村人：邦創典 村役人：佐野哲也 下屋敷の用人：岩城力也 六部：岩田弘 浪人：波戸崎徹 虚無僧：須賀敏夫 若侍：剛竜二 斑鳩玄蕃：武藤英司 佐伯頼母：澤村宗之助 お艶さま：鳳八千代                                                                                |      |
| 第11話 | 06月19日        | 怪談・捕物三つ巴 | 安藤日出男      | 若林幹   | 宅助：二見忠男 月花：佐代雅美 太吉：肥土尚弘 郭：松尾文人 市蔵：金井大 お町：小野由起子 奇術指導：松旭斉広子 梅鶯：小林夕岐子 鵜飼高麗十郎：東千代之介 |      |
| 第12話 | 06月26日        | 鶴の千番         | 小川英          | 若林幹   | 種貞：館敬介 お近：小園蓉子 千柳：瀬良明 船頭：原万平 幸兵衛：富田仲次郎 春麿：中村是好 蓑吉：清川新吾 阿漢兵衛：見明凡太朗 芸者 お蔦：浜木綿子 |      |
| 第13話 | 07月3日         | ほおづき大尽     | 須崎勝弥        | 高瀬昌弘 | 海老屋万助：香川良介 茗荷屋十右衛門：浅野進治郎 海老屋の番頭：高品格 岩瀬式部：幸田宗丸 お蔦：宮地晴子 上総屋角右衛門：池田生二 ばあや：天野照子 商人：石山克巳 お神楽：伊東元春社中 町人：三浦弘久 町人：玉木曽太郎 町人：一色俊吾 町人：若尾義昭 町人：築地博 又蔵：前田吟 海老屋徳兵衛：東野孝彦 お国：浜美枝                                        |      |
| 第14話 | 07月10日        | 二人お信乃       | 小川英          | 高瀬昌弘 | 搥屋千右衛門：笹川恵三 宝屋万兵衛：下川辰平 和助：里木左甫良 お千代：林由里 川長：寄山弘 面長お信乃：菱見百合子 丸ぽちゃお信乃：親桜子 伊丹屋市兵衛：神田隆 信太郎：山田太郎 |      |
| 第15話 | 7月17日         | 血染めの似顔絵   | 大川久男        | 鈴木敏郎 | お京：藤田弓子 粂蔵：柳生博 茨木屋鵬斉：加賀邦男 櫻川鳶平：鮎川浩 宮川采女：五藤雅博 葛野蝶雨：増田順司 お駒：高須賀夫至子 喜船亭三馬：舟橋元 世之介：鈴木良俊 お蔦：藤本三重子 桜田晴助：近江俊輔 |      |
| 第16話 | 7月24日         | 黒猫を抱く娘     | 佐々木武観      | 鈴木敏郎 | 五兵衛：辰巳柳太郎 お志津：中村恭子 おぎん：磯乃ちどり 清六：宮浩之 お新：堀井永子 宏之進：石濱朗 安吉：宮島誠 おこう：上村香子 啓三：津野哲郎 おかよ：川島育恵 |      |
| 第17話 | 7月31日         | 八つ目鰻         | 大川久男        | 山田達雄 | 作兵衛：高杉哲平 青山福三郎：北浦昭義 お文：泉順子 草壁時次郎：川合伸旺 お吉：姫ゆり子 久造：田中力 弥助：石川冷 彦三：峰恵研 棒手振り：若尾義昭 田宮宙三郎：古川義範 卯兵衛：高松政雄 神崎甚五郎：佐原健二 お滝：辻伊万里 お浜：建部道子 お六：高麗ゆきえ                                                                                              |      |
| 第18話 | 8月7日          | 死のかぞえ唄     | 松山威 茶木克彰 | 山田達雄 | 金子軍太夫：小林重四郎 お小夜：北川めぐみ 善之助：高津住男 お美乃：銀座ミユキ 亀八：三井弘次 いなりの与平次：人見明 御朱印の吉五郎：長谷川弘 伝吉：島康二 薬売り：永谷悟一 仲居：中島美紗子 仲居：薄井身知子 |      |
| 第19話 | 8月14日         | 女虚無僧         | 山野隆          | 山田達雄 | お時：重山規子 大和屋重兵衛：高橋正夫 番頭嘉兵衛：宮川洋一 お早：岩井友見 佐伯弦之助：中山昭二 善吉：中村文弥 お菊：根岸美恵子 お藤：古屋真由美 刺青師：築地博 仲の町親分西川敬三郎 紋次：島田太郎 浪人：北村勝造 浪人：尾形剣友会 |      |
| 第20話 | 8月21日         | 狂女の舞扇       | 浅井昭三郎      | 高瀬昌弘 | 泉州屋重兵衛：田島義文 お艶：赤座美代子 お葉：魚住純子 船宿のお仙：長谷川稀世 原沢一平太：林成年 番頭善助：村上不二夫 掠十：樋浦勉 権次：滝史郎 猪の松：田中浩 長屋のおせき：大原百代 番頭：金子富士雄 お花：小笠原まり子 長屋の住人：小海とよ子 長屋の住人：坂健二 長屋の住人：川名美也子 長屋の住人：川合良子                                         |      |
| 第21話 | 8月28日         | 怪盗むささび小僧 | 川西正純        | 高瀬昌弘 | 湯島の喜兵衛：宮口精二 弥吉：守屋浩 おとせ：川奈真弓 山城検校：織本順吉 大蔵主膳：伊豆肇 伝八：水村泰三 御隠居：須永康夫 瓦版売り：立川談十郎 |      |
| 第22話 | 9月4日          | 音羽の猫         | 国弘威雄        | 高瀬昌弘 | お銀：司美智子 音羽の文造：星十郎 荻原孫太夫：川野耕司 石田喜一郎：岡部健 惣八：岩城力也 おしの：本山可久子 おとよ：橋本菊子 漁師：林与二郎 田代：木村博人 |      |
| 第23話 | 9月11日         | 悲恋短冊         | 国弘威雄        | 若林幹   | 貝塚主馬：三橋達也 お松：渚まゆみ 花札お菊：柏木由紀子 池谷大膳：伊藤久哉 石森源之丞中井啓輔 河村多聞：山波宏 浪人吉野：永尾三郎 市川新五郎：丘寵児 おしげ：小桜京子 木戸番：羽沢かんじ |      |
| 第24話 | 9月18日         | 怪談猫屋敷       | 小川英          | 若林幹   | 緒方萩江：団令子 緒方伊織：勝部演之 北村源之進：天田俊明 仙石十太夫：西田昭市 お米：梅田智子 お杉：北川恭子 吉田忠兵衛：榛名潤一 中間：貫恒美 |      |
| 第25話 | 9月25日         | 怪奇・鬼娘       | 桜井康裕        | 高瀬昌弘 | お鶴：宇津宮雅代 長崎屋重兵衛：十朱久雄 お初：京春上 日照：江見俊太郎 お仲：高橋厚子 与作：金内喜久夫 お由：杉本マチ子 安次郎：武田昌之 弥惣次：谷岡弘規 手代：林与二郎 お冬：尾崎友美 お藤：青木千里 |      |
| 第26話 | 10月2日         | 怪談・座頭の鈴   | 桜井康裕        | 高瀬昌弘 | 駒代：酒井和歌子 淡路屋五兵衛：柳永二郎 加納市之進：浜田晃 柳光亭の女将：星美智子 紋弥：林啓二 吉蔵：大川義幸 伊丹屋藤兵衛：坂東春之助 手代：伊藤隆 船頭：築地博 下っ引：林与二郎 |      |

## 備考
- 本作の劇中音楽は全て伊部晴美の手に依るものだが、後にこの劇中音楽の一部が伊部晴美が劇中音楽を手掛けた『名奉行 遠山の金さん』に流用される形で使用されている。

## 前後番組
| NET系 土曜20時台 | NET系 土曜20時台                      | NET系 土曜20時台 |
| 前番組           | 番組名                                | 次番組           |
| ---------------- | ------------------------------------- | ---------------- |
| さむらい飛脚     | 人形佐七捕物帳 （ここまで土曜時代劇） | ターゲットメン   |